# Иоанн де Гарландия (теоретик музыки)
Иоанн де Гарла́ндия лат. Johannes de Garlandia, фр. Jean de Garlande, лат. Johannes Gallicus; расцвет творческой деятельности около 1250 г., по некоторым мнениям, позже) — французский теоретик музыки, один из ведущих учёных периода Ars antiqua. Преподавал в Парижском университете.  

## Краткая характеристика
Трактат «О плавной музыке» (De plana musica) содержит классификацию музыки по Боэцию, учение о сольмизации по Гвидо Аретинскому. Трактовки интервалов (расположены в порядке убывания консонантности) и хроматики (musica falsa) отражают современную ему практику. Историческим достижением Гарландии в области гармонии стало размещение обеих терций (хотя и выраженных традиционными пифагорейскими числовыми отношениями) в группе консонансов, при этом большая секста определена Гарландией как несовершенный (то есть нерезкий, неострый) диссонанс, а малая — как средний диссонанс. Часть трактата о (монодических) ладах не сохранилась.
Основная заслуга Иоанна де Гарландии — кодификация ритмики многоголосной музыки и её записи в системе модальной нотации. В трактате «О размеренной музыке» (De mensurabili musica) Гарландия установил 6 типовых ритмических модусов, правила лигатур и альтераций, графемы для нот и пауз различной протяжённости. Здесь же он описал 3 основных жанра многоголосной музыки — дискант (подробно), копулу и органум (кратко), ориентируясь на практику Школы Нотр-Дам.
Учение Иоанна де Гарландии подготовило почву для развития полномасштабной теории мензуральной ритмики (и нотации) в трудах Франко Кёльнского, Филиппа де Витри и Маркетто Падуанского.

## Проблема авторства
Проблема авторства Гарландии существует больше века. Некоторые исследователи отождествляют его с одноимённым английским филологом и поэтом, автором «Парижской поэтики» (Parisiana poetria; между 1218 и 1249). Другие полагают, что Иоанн де Гарландия был парижским учёным музыкантом (musicus) и книготорговцем, который жил в конце XIII и первых десятилетиях XIV века, и в действительности лишь отредактировал трактат «De mensurabili musica», написанный за полвека до Гарландии неизвестным талантливым автором.

## Сочинения
- De mensurabili musica. Издание: Reimer E. Johannes de Garlandia: De mensurabili musica. Kritische Edition mit Kommentar und Interpretation der Notationslehre. 2 Bde. Wiesbaden: F. Steiner, 1972. 97 S., 81 S.
- De plana musica. Издания: Meyer C. Musica plana Johannis de Garlandia. Baden-Baden: V. Koerner, 1998. 186 p.; Gwee N. De plana musica and Introductio musice: A critical edition and translation, with commentary. PhD diss. Louisiana State University and Agricultural & Mechanical College, 1996. IX, 424 p.